# Sutton-at-Hone and Hawley
Sutton-at-Hone and Hawley est une paroisse civile du Kent, en Angleterre.